# Vuelta a Murcia 2005
La Vuelta a Murcia 2005, venticinquesima edizione della corsa, valida come prova del circuito UCI Europe Tour 2005 categoria 2.1, si svolse in cinque tappe dal 2 al 6 marzo 2005 su un percorso totale di 642,7 km, con partenza ed arrivo a Murcia. Fu vinta dallo spagnolo Koldo Gil del team Liberty Seguros-Würth, che si impose in 15 ore 53 minuti e 8 secondi, alla media di 40,458 km/h.
Al traguardo di Murcia 106 ciclisti completarono la vuelta.

## Tappe
| Tappa  | Data    | Percorso                                                | km    | Vincitore di tappa | Leader cl. generale |
| ------ | ------- | ------------------------------------------------------- | ----- | ------------------ | ------------------- |
| 1ª     | 2 marzo | Murcia > Molina de Segura                               | 162   | Danilo Hondo       | Danilo Hondo        |
| 2ª     | 3 marzo | Alhama de Murcia > Alhama de Murcia (Cron. individuale) | 22    | Danilo Hondo       | Danilo Hondo        |
| 3ª     | 4 marzo | Mula > Fortuna                                          | 155,8 | Allan Davis        | Danilo Hondo        |
| 4ª     | 5 marzo | Águilas > Collado Bermejo                               | 152,3 | Peio Arreitunandia | Koldo Gil           |
| 5ª     | 6 marzo | Murcia > Murcia                                         | 150,6 | Allan Davis        | Koldo Gil           |
| Totale | Totale  | Totale                                                  | 642,7 |                    |                     |

## Squadre e corridori partecipanti
| N.    | Cod. | Squadra                        |
| ----- | ---- | ------------------------------ |
| 1-8   | ECV  | Comunidad Valenciana           |
| 11-18 | TMO  | T-Mobile Team                  |
| 21-28 | LAM  | Lampre-Caffita                 |
| 31-38 | IBA  | Illes Balears-Caisse d'Epargne |
| 41-48 | LSW  | Liberty Seguros-Würth          |
| 51-58 | GST  | Gerolsteiner                   |
| 61-68 | SDV  | Saunier Duval-Prodir           |
| 71-78 | RAB  | Rabobank                       |

| N.      | Cod. | Squadra                     |
| ------- | ---- | --------------------------- |
| 81-88   | BTL  | Bouygues Télécom            |
| 91-98   | TBL  | Team Barloworld-Valsir      |
| 101-108 | RAG  | RAGT Semences               |
| 111-118 | JAC  | Chocolade Jacques-T Interim |
| 121-128 | ASA  | Acqua & Sapone-Adria Mobil  |
| 131-138 | LAN  | Landbouwkrediet-Colnago     |
| 141-148 | KAI  | Kaiku                       |
| 151-157 | MRB  | Mr Bookmaker.com-SportsTech |

## Dettagli delle tappe

### 1ª tappa
- 2 marzo: Murcia > Molina de Segura – 162 km

Risultati
| Pos. | Corridore    | Squadra       | Tempo    |
| ---- | ------------ | ------------- | -------- |
| 1    | Danilo Hondo | Gerolsteiner  | 3h47'08" |
| 2    | Allan Davis  | Liberty Seg.  | s.t.     |
| 3    | Eric Baumann | T-Mobile Team | s.t.     |

| Pos. | Corridore    | Squadra       | Tempo    |
| ---- | ------------ | ------------- | -------- |
| 1    | Danilo Hondo | Gerolsteiner  | 3h47'08" |
| 2    | Allan Davis  | Liberty Seg.  | s.t.     |
| 3    | Eric Baumann | T-Mobile Team | s.t.     |

### 2ª tappa
- 3 marzo: Alhama de Murcia > Alhama de Murcia – Cronometro individuale – 22 km

Risultati
| Pos. | Corridore           | Squadra        | Tempo  |
| ---- | ------------------- | -------------- | ------ |
| 1    | Danilo Hondo        | Gerolsteiner   | 25'35" |
| 2    | Rubén Plaza         | Comunidad Val. | a 21"  |
| 3    | José Iván Gutiérrez | Illes Balears  | a 39"  |

| Pos. | Corridore           | Squadra        | Tempo    |
| ---- | ------------------- | -------------- | -------- |
| 1    | Danilo Hondo        | Gerolsteiner   | 4h12'43" |
| 2    | Rubén Plaza         | Comunidad Val. | a 21"    |
| 3    | José Iván Gutiérrez | Illes Balears  | a 39"    |

### 3ª tappa
- 4 marzo: Mula > Fortuna – 155,8 km

Risultati
| Pos. | Corridore        | Squadra      | Tempo    |
| ---- | ---------------- | ------------ | -------- |
| 1    | Allan Davis      | Liberty Seg. | 3h59'27" |
| 2    | Danilo Hondo     | Gerolsteiner | s.t.     |
| 3    | Antonio Salomone | Barloworld   | s.t.     |

| Pos. | Corridore     | Squadra        | Tempo    |
| ---- | ------------- | -------------- | -------- |
| 1    | Danilo Hondo  | Gerolsteiner   | 8h12'10" |
| 2    | Rubén Plaza   | Comunidad Val. | a 21"    |
| 3    | Antonio Colom | Illes Balears  | a 51"    |

### 4ª tappa
- 5 marzo: Águilas > Collado Bermejo – 152,3 km

Risultati
| Pos. | Corridore          | Squadra        | Tempo    |
| ---- | ------------------ | -------------- | -------- |
| 1    | Peio Arreitunandia | Barloworld     | 4h14'59" |
| 2    | Koldo Gil          | Liberty Seg.   | s.t.     |
| 3    | Damiano Cunego     | Lampre-Caffita | a 40"    |

| Pos. | Corridore      | Squadra        | Tempo     |
| ---- | -------------- | -------------- | --------- |
| 1    | Koldo Gil      | Liberty Seg.   | 12h28'40" |
| 2    | Antonio Colom  | Illes Balears  | a 30"     |
| 3    | Damiano Cunego | Lampre-Caffita | a 59"     |

### 5ª tappa
- 6 marzo: Murcia > Murcia – 150,6 km

Risultati
| Pos. | Corridore             | Squadra        | Tempo    |
| ---- | --------------------- | -------------- | -------- |
| 1    | Allan Davis           | Liberty Seg.   | 3h24'28" |
| 2    | Danilo Hondo          | Gerolsteiner   | s.t.     |
| 3    | Wesley Van Der Linden | Chocolade Jac. | s.t.     |

| Pos. | Corridore      | Squadra        | Tempo     |
| ---- | -------------- | -------------- | --------- |
| 1    | Koldo Gil      | Liberty Seg.   | 15h53'08" |
| 2    | Antonio Colom  | Illes Balears  | a 30"     |
| 3    | Damiano Cunego | Lampre-Caffita | a 59"     |

## Evoluzione delle classifiche
| Tappa              | Vincitore          | Classifica generale | Classifica a punti | Classifica montagna | Classifica combinata | Classifica a squadre |
| ------------------ | ------------------ | ------------------- | ------------------ | ------------------- | -------------------- | -------------------- |
| 1ª                 | Danilo Hondo       | Danilo Hondo        | Danilo Hondo       | Sven Krauß          | Ricardo Serrano      | Illes Balears        |
| 2ª                 | Danilo Hondo       | Danilo Hondo        | Danilo Hondo       | Sven Krauß          | José Martinez        | Gerolsteiner         |
| 3ª                 | Allan Davis        | Danilo Hondo        | Danilo Hondo       | Juan José Cobo      | Ricardo Serrano      | Gerolsteiner         |
| 4ª                 | Peio Arreitunandia | Koldo Gil           | Danilo Hondo       | Koldo Gil           | Peio Arreitunandia   | Kaiku                |
| 5ª                 | Allan Davis        | Koldo Gil           | Danilo Hondo       | Koldo Gil           | Koldo Gil            | Kaiku                |
| Classifiche finali | Classifiche finali | Koldo Gil           | Danilo Hondo       | Koldo Gil           | Koldo Gil            | Kaiku                |

## Classifiche finali

### Classifica generale
| Pos. | Corridore          | Squadra        | Tempo     |
| ---- | ------------------ | -------------- | --------- |
| 1    | Koldo Gil          | Liberty Seg.   | 15h53'08" |
| 2    | Antonio Colom      | Illes Balears  | a 30"     |
| 3    | Damiano Cunego     | Lampre-Caffita | a 59"     |
| 4    | Peio Arreitunandia | Barloworld     | a 1'09"   |
| 5    | Ezequiel Mosquera  | Kaiku          | a 1'35"   |
| 6    | Levi Leipheimer    | Gerolsteiner   | a 1'47"   |
| 7    | José Luís Martínez | Comunidad Val. | a 1'54"   |
| 8    | Danilo Hondo       | Gerolsteiner   | a 2'11"   |
| 9    | Pieter Weening     | Rabobank       | a 2'16"   |
| 10   | Rory Sutherland    | Rabobank       | a 2'27"   |

### Classifica a punti
| Pos. | Corridore             | Squadra        | Punti |
| ---- | --------------------- | -------------- | ----- |
| 1    | Danilo Hondo          | Gerolsteiner   | 90    |
| 2    | Allan Davis           | Liberty Seg.   | 70    |
| 3    | Wesley Van Der Linden | Chocolade Jac. | 40    |
| 4    | Crescenzo D'Amore     | ASA            | 38    |
| 5    | Ricardo Serrano       | Kaiku          | 33    |

### Classifica scalatori
| Pos. | Corridore             | Squadra        | Punti |
| ---- | --------------------- | -------------- | ----- |
| 1    | Koldo Gil             | Liberty Seg.   | 16    |
| 2    | Pieter Weening        | Rabobank       | 14    |
| 3    | Peio Arreitunandia    | Barloworld     | 12    |
| 4    | Damiano Cunego        | Lampre-Caffita | 12    |
| 5    | Adolfo García Quesada | Comunidad Val. | 11    |

### Classifica combinata
| Pos. | Corridore          | Squadra        | Tempo |
| ---- | ------------------ | -------------- | ----- |
| 1    | Koldo Gil          | Liberty Seg.   | 12    |
| 2    | Peio Arreitunandia | Barloworld     | 15    |
| 3    | Damiano Cunego     | Lampre-Caffita | 20    |
| 4    | Antonio Colom      | Illes Balears  | 22    |
| 5    | Danilo Hondo       | Gerolsteiner   | 24    |

### Classifica a squadre
| Pos. | Squadra                        | Tempo     |
| ---- | ------------------------------ | --------- |
| 1    | Kaiku                          | 47h45'57" |
| 2    | Lampre-Caffita                 | a 22"     |
| 3    | Rabobank                       | a 29"     |
| 4    | Illes Balears-Caisse d'Epargne | a 1'32"   |
| 5    | Comunidad Valenciana-Elche     | a 2'22"   |